# وی‌ام‌ویر ای‌اس‌ایکس‌آی
وی‌ام‌ویر ای‌اس‌ایکس‌آی (به انگلیسی: VMware ESXi) (به نام ای‌اس‌ایکس‌آی (به انگلیسی: ESXi) هم شناخته می‌شود) یک نرم‌افزار سازمانی، هایپروایزر گونه ۱ است که توسط شرکت وی‌ام‌ویر برای مجازی سازی سخت‌افزار سرورهای رایانه‌ای توسعه یافته‌است. ای‌اس‌ایکس‌آی یک نرم‌افزار کاربردی نیست، بلکه یک سیستم‌عامل است و دارای اجزای حیاتی سیستم‌عامل مانند هسته‌مرکزی می‌باشد.
نام ای‌اس‌ایکس (به انگلیسی: ESX) کوته‌سازی شده عبارت الستیک‌اسکای‌ایکس (به انگلیسی: Elastic Sky X) است. در سپتامبر ۲۰۰۴ نام وی‌ام‌وایزر (به انگلیسی: VMvisor) به‌جای «ای‌اس‌ایکس» انتخاب شد و اما سپس به نام «ای‌اس‌ایکس‌آی» تغییر کرد. (حرف آی (به انگلیسی: i) در عبارت «ای‌اس‌ایکس‌آی» به معنی یکپارچه است)

## نسخه‌ها
این نرم‌افزار در دو نوع اصلی موجود است: (البته از نسخه ۵ به بعد تنها ای‌اس‌ایکس‌آی توسعه داده می‌شود)
- ای‌اس‌ایکس
- ای‌اس‌ایکس‌آی

این نرم‌افزار تا قبل از نسخه ۵ از سیستم‌عامل ویندوز ۸ و ویندوز سرور ۲۰۱۲ شرکت مایکروسافت پشتیبانی نمی‌کرد.
دو نسخه ای‌اس‌ایکس‌آی وجود دارد:
- نسخه قابل نصب
- نسخه سامانه نهفته[۹]

## محصولات مرتبط
محصولات زیر در رابطه با ای‌اس‌ایکس کار می‌کنند:
- سرور وی‌سنتر (به انگلیسی: vCenter Server): یکی از اجزای Vmware، ابزار مدیریت متمرکز vCenter است. از این ابزار برای مدیریت چندین ماشین مجازی و چندین هاست ESXi، آن هم تنها از یک مکان واحد و متمرکز کاربرد دارد. vCenter در دو ورژن Standard و Foundation در دسترس شماست. نسخه Foundation برای شبکه‌هایی قابل استفاده است که نهایتاً دارای ۳ تا ESXi باشند. اما نسخه Standard در شبکه‌های بزرگ‌تر کاربرد دارد. vCenter قدرت زیادی دارد و با استفاده از آن می‌توانید مدیریت رویدادها (Events)، هشدارها (Alerts)، ساختار ماشین‌های مجازی، هاست‌های فعال و… را به دست بگیرید. در کل سرور vCenter امکان نظارت و مدیریت چند سرور ای‌اس‌ایکس، ای‌اس‌ایکس‌آی وجی‌اس‌ایکس را فراهم می‌کند. علاوه بر این، کاربران باید آن را نصب کنند تا از خدمات زیرساخت مانند خدمات زیر استفاده کنند:
  - وی‌موشن (به انگلیسی: vMotion): انتقال ماشین‌های‌مجازی درحال اجرا، بین سرورها، بدون وقفه در کار سروها.[۱۰][۱۱]
  - اس‌وی‌موشن (به انگلیسی: svMotion): انتقال ماشین‌های‌مجازی درحال اجرا، بین تعدادی ذخیره‌ساز مشترک، بدون وقفه در کار سروها.[۱۲]
  - اس‌وی‌موشن توسعه‌یافته (به انگلیسی: enhanced vMotion): استفاده هم‌زمان از خدمات وی‌موشن و اس‌وی‌موشن. (از نسخه ۵٫۱ به بالا پشتیبانی می‌شود)[۱۳]
  - زمانبند منابع توزیع شده (به انگلیسی: (Distributed Resource Scheduler (DRS): استفاده از وی‌موشن به صورت خودکار.[۱۴]
  - در دسترس بودن بالا (به انگلیسی: (High Availability (HA): راه‌اندازی مجدد سیستم‌عامل ماشین‌های‌مجازی در صورت خطا در سخت‌افزار سرور.
  - تحمل خطا (به انگلیسی: Fault Tolerance): راه‌اندازی سریع حالت fail-over برای ماشین‌های‌مجازی در صورت خطا در سخت‌افزار سرور.[۱۵]
- مبدل (به انگلیسی: Converter): تبدیل ماشین‌فیزیکی (سیستم‌عامل یک رایانه فیزیکی) به ماشین‌های‌مجازی.[۱۶]
- کارخواه وی‌اسفیر (به انگلیسی: vSphere Client): امکان نظارت و مدیریت چند تنها یک ای‌اس‌ایکس یا ای‌اس‌ایکس‌آی را فراهم می‌کند.[۱۷]

## صفحه بنفش مرگ

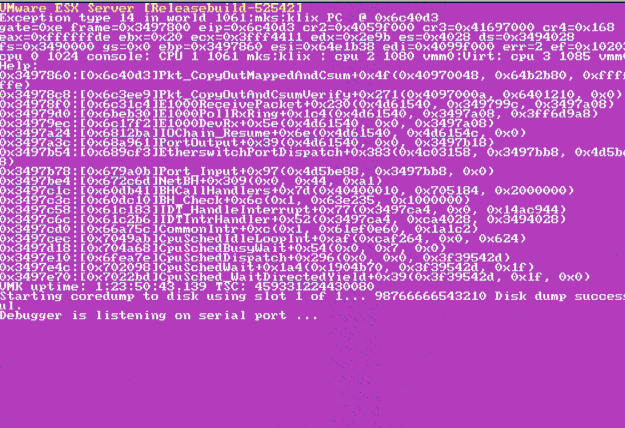
یک صفحه بنفش مرگ در سرور وی‌ام‌ویر ای‌اس‌ایکس‌آی نسخه ۳٫۰

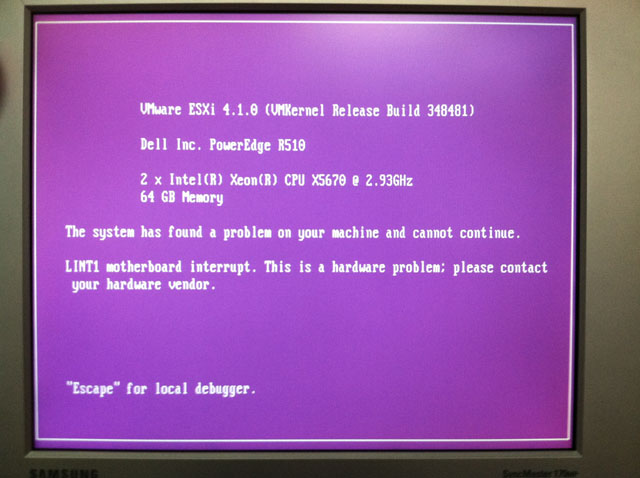
یک صفحه بنفش مرگ در سرور وی‌ام‌ویر ای‌اس‌ایکس‌آی نسخه ۴٫۱

در صورت وقوع یک خطای سخت‌افزاری، هسته‌مرکزی ای‌اس‌ایکس، مشکل رخ داده را بررسی می‌کند و نتیجه را در یک صفحه بنفش رنگ نمایش می‌دهد. این صفحه با نام‌های «صفحه تشخیص بنفش» یا «صفحه بنفش مرگ (به انگلیسی: (purple screen of death (PSOD)» (مانند صفحه آبی مرگ (به انگلیسی: (Blue Screen of Death (BSOD) در سیستم‌عامل ویندوز) شناخته می‌شود.

## تهدیدات امنیتی
باج‌افزارهایی همچون LockBit مجهز به نسخه‌ای تحت لینوکس هستند که قادر به اجرا بر روی ESXi و رمزگذاری تمامی ماشین‌های مجازی آن است. اصلی‌ترین راهکار در مقابله با این تهدیدات، مقاوم‌سازی هایپروایزر است.